# Harengula
Harengula és un gènere de peixos pertanyent a la família dels clupeids.

## Morfologia
El perfil superior i inferior del cos és convex. La mandíbula inferior es projecta lleugerament. opercle llis. Aleta dorsal gairebé al mig del cos. Presència d'aletes pelvianes (per sota de l'aleta dorsal). La base de l'aleta anal és curta (16-19 radis).

## Distribució geogràfica
És un endemisme del Nou Món.

## Taxonomia
- Harengula clupeola (Cuvier, 1829)[3]
- Harengula humeralis (Cuvier, 1829)[3]
- Harengula jaguana (Poey, 1865)[4]
- Harengula thrissina (Jordan & Gilbert, 1882)[5]
  - Harengula thrissina thrissina
  - Harengula thrissina peruana[6][7][8][9][10][11]